# Titularbistum Alba
Alba ist ein Titularbistum der römisch-katholischen Kirche.
Die in Nordafrika gelegene Stadt war ein alter römischer Bischofssitz, der im 7. Jahrhundert mit der islamischen Expansion unterging. Er lag in der römischen Provinz Numidien.
| Titularbischöfe von Alba |                                           |                                                             |                    |                  |
| Nr.                      | Name                                      | Amt                                                         | von                | bis              |
| 1                        | Johannes Petrus Verhorst                  | Weihbischof in Trier (Kurtrier)                             | 24. November 1687  | 12. Juli 1708    |
| 2                        | Pawel Antoni Załuski                      | Weihbischof in Płock (Polen-Litauen)                        | 1711               |                  |
| 3                        | Eric Francis MacKenzie                    | Weihbischof in Boston (USA)                                 | 11. Juli 1950      | 20. August 1969  |
| 4                        | André-Jacques Fougerat                    | emeritierter Bischof von Grenoble (Frankreich)              | 19. September 1969 | 30. Oktober 1983 |
| 5                        | José Joaquín Matte Varas                  | Militärbischof des Chilenischen Militärordinariates (Chile) | 26. November 1983  | 7. März 1998     |
| 6                        | José Sótero Valero Ruz                    | Weihbischof in Valencia en Venezuela (Venezuela)            | 9. Mai 1998        | 19. März 2001    |
| 7                        | Sérgio da Rocha                           | Weihbischof in Fortaleza (Brasilien)                        | 13. Juni 2001      | 31. Januar 2007  |
| 8                        | Vito Rallo Titularerzbischof pro hac vice | Apostolischer Nuntius in Burkina Faso und Niger             | 12. Juni 2007      |                  |